# Проектируемый проезд № 727
Проектируемый проезд № 727 (Кладбищенский проезд) — улица (проезд), расположенная на территории Молжаниновского района в Северном административном округе города Москвы.

## История
В столице несколько сотен проектируемых проездов. Точное их количество неизвестно, так как разные источники дают разные списки проектируемых проездов. Так, Общегородской классификатор улиц Москвы знает 22 проектируемых проезда один из них находится в Молжаниновском районе.
Улица берёт начало от Машкинского шоссе и идёт до Новосходненского шоссе. На 2008 год (с изменениями на 17 декабря 2015 года) площадь территории Проектируемого проезда № 727 составляла 39 359 метров квадратных.
Наименование для 727 проезда предлагали интернет-пользователи, сбор идей проходил в блоге Probok.net, в обосновании говорилось о том, что проезд № 727 в Куркино хотят назвать Кладбищенским, так как «рядом Химкинское и Машкинское кладбища».
Вопросами установки дорожных знаков, в 2015 году, по Проектируемому проезду № 727 от Новосходненского шоссе до филиала № 1 (Центральный военный госпиталь) ФГБУ «ЛРКЦ» Минобороны России, почему то занималась Комиссия по обеспечению безопасности дорожного движения при Администрации городского округа Химки.
До конца 2018 года на севере столицы появится полиграфический технопарк (ТП), в промышленной зоне «Планерная», по почтовому адресу: Проектируемый проезд № 727, дом № 24, строение № 1. ТП займет столичный участок земли в 3,9 гектара, и его площадь составит 57 000 метров квадратных. По расчётам столичного департамента науки, промышленной политики и предпринимательства предполагается разместить в нём не менее 15 предприятий промышленности Москвы.
В другом источнике было указано что пресс-служба Москомстройинвеста сообщила, в 2015 году, о том что земельный участок, площадью 2,65 гектара расположенный в границах промышленной зоны № 9 Молжаниновского района, производственной зоны «Планерная», на севере Москвы, выставят на аукцион для размещения производственного объекта общей площадью 45 400 квадратных метров, в том числе наземной площадью — 38 000 метров квадратных, а высота нового здания не превысит 25 метров.

## Объекты
На улице расположены дома (участки): № 24 строение № 1; № 24 строение № 2, склад № 2; № 24, строение № 4; владение № 4.
Отделение почтовой связи, обслуживающее Проектируемый проезд № 727 — № 125466 по адресу: Куркинское шоссе, 17.